# Stadio Paolo Mazza
Het Stadio Paolo Mazza is een voetbalstadion in Ferrara (Italië). Het is de thuisbasis van voetbalclub SPAL. Het stadion werd geopend in 1928 en biedt plaats aan 16.134 toeschouwers.